# Sermérieu
Sermérieu ist eine französische Gemeinde mit 1.642 Einwohnern (Stand: 1. Januar 2022) im Département Isère in der Region Auvergne-Rhône-Alpes. Sie gehört zum Arrondissement La Tour-du-Pin und ist Teil des Kantons Morestel. Die Einwohner werden Sermériolans genannt.

## Geografie
Sermérieu liegt etwa 46 Kilometer ostsüdöstlich von Lyon. Umgeben wird Sermérieu von den Nachbargemeinden Passins im Norden und Nordosten, Morestel im Nordosten, Vézeronce-Curtin im Südosten, Vignieu im Süden, Saint-Chef im Südwesten, Salagnon im Westen sowie Soleymieu im Nordwesten.

## Bevölkerungsentwicklung
| Jahr                       | 1962 | 1968 | 1975 | 1982 | 1990 | 1999 | 2006 | 2013 |
| -------------------------- | ---- | ---- | ---- | ---- | ---- | ---- | ---- | ---- |
| Einwohner                  | 682  | 639  | 588  | 756  | 935  | 1168 | 1425 | 1542 |
| Quellen: Cassini und INSEE |      |      |      |      |      |      |      |      |

## Sehenswürdigkeiten
- Kirche Notre-Dame-de-l'Assomption aus dem 19. Jahrhundert
- Schloss Marteray aus dem 14. Jahrhundert